# Giovanni Antonio Pellegrini

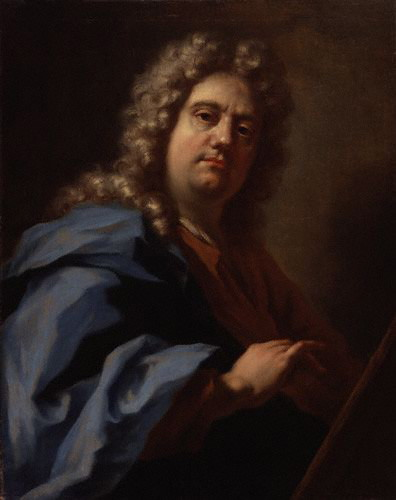
Giovanni Antonio Pellegrini, självporträtt omkring 1717.

Giovanni Antonio Pellegrini, född 29 april 1675, död 2 november 1741, var en venetiansk konstnär.
Pellegrini förede en ambulerande tillvaro. Efter sin lärotid hos den milanesiske målaren Paolo Pagani vistade han bland annat i Rom 1700, samt senare i Pauda och Venedig, där han gifte sig med en syster till Rosalba Carriera. 1708-13 befann han sig i England, därefter i Tyskland, Flandern, Frankrike, till han slutligen 1731 slog sig ned i Venedig. Pellegrini anknöt främst till Sebastiano Ricci och Luca Giordanos tidiga rokokomåleri.